# انتخابات البرلمان الأوروبي 1984
كانت انتخابات البرلمان الأوروبي لعام 1984 هي الأولى منذ الانتخابات الافتتاحية لعام 1979 و1981 بعد توسيع المجموعة الأوروبية لتشمل اليونان. كما كانت الأخيرة قبل انضمام إسبانيا والبرتغال في عام 1986.
أظهرت النتائج أن أعضاء البرلمان الأوروبي من يسار الوسط واليمين فازو بمقاعد أكثر على حساب أقصى اليسار واليمين الوسطي. عزز الاشتراكيون موقعهم كأكبر مجموعة في البرلمان، وكانت هناك تغييرات ملحوظة بالنسبة للمجموعات الأصغر، حيث شكل أعضاء البرلمان الأوروبي من اليمين المتطرف مجموعة خاصة واندماج المجموعة الخضراء والإقليمية المعروفة باسم "قوس قزح". كما انخفضت نسبة المشاركة الإجمالية إلى 61٪. ولم تحقق أي مجموعة أغلبية في البرلمان.

### النتائج النهائية
| انتخابات البرلمان الأوروبي 1984 | انتخابات البرلمان الأوروبي 1984 | انتخابات البرلمان الأوروبي 1984       | انتخابات البرلمان الأوروبي 1984                             | انتخابات البرلمان الأوروبي 1984 | انتخابات البرلمان الأوروبي 1984 | انتخابات البرلمان الأوروبي 1984                            |
| مجموعة                          | مجموعة                          | وصف                                   | برئاسة                                                      | أعضاء البرلمان الأوروبي         | أعضاء البرلمان الأوروبي         | أعضاء البرلمان الأوروبي                                    |
| ------------------------------- | ------------------------------- | ------------------------------------- | ----------------------------------------------------------- | ------------------------------- | ------------------------------- | ---------------------------------------------------------- |
|                                 | SOC                             | الديمقراطيون الاجتماعيون              | رودي آرندت                                                  | 130                             |                                 |                                                            |
|                                 | EPP                             | الديمقراطيون المسيحيون                | إيغون كليبش                                                 | 110                             |                                 |                                                            |
|                                 | ED ‏                             | المحافظون                             | هنري بلمب                                                   | 50                              |                                 |                                                            |
|                                 | COM                             | الشيوعيون واليسار المتطرف             | جيوفاني سيرفيتي ‏                                            | 41                              |                                 |                                                            |
|                                 | LD                              | الليبراليون والديمقراطيون الليبراليون | سيمون فيل                                                   | 31                              |                                 |                                                            |
|                                 | EDA                             | المحافظون الوطنيون                    | كريستيان دي لا ماليني ‏                                      | 29                              |                                 |                                                            |
|                                 | RBW                             | الخضر والجهويون                       | إلس هامريتش ‏ جاك فاندميولبروك ‏ برام فان دير ليك ‏ بول ستايس ‏ | 20                              |                                 |                                                            |
|                                 | ER                              | القوميون اليمينيون المتطرفون          | جان ماري لوبان                                              | 16                              |                                 |                                                            |
|                                 | NI                              | المستقلون                             | لا أحد                                                      | 7                               | المجموع: 434                    | المصادر: نسخة محفوظة 27 فبراير 2008 على موقع واي باك مشين. |

## الملاحظات
1. 1 2 3  تمت زيادة عدد المقاعد من 410 إلى 434، وبالتالي فإن هذا رقم رمزي